# Scotinella manitou
Espèce
Scotinella manitou est une espèce d'araignées aranéomorphes de la famille des Phrurolithidae.

## Distribution
Cette espèce se rencontre aux États-Unis au Wisconsin et au Canada en Ontario et au Manitoba,.

## Description
Le mâle holotype mesure 2,1 mm et la femelle paratype 2,4 mm.

## Étymologie
Son nom d'espèce lui a été donné en référence au lieu de sa découverte, les chutes Manitou.

## Publication originale
- Levi, 1951 : New and rare spiders from Wisconsin and adjacent states. American Museum Novitates, no 1501, p. 1-41 (texte intégral).